# Sophie von Barby
Justine Sophie von Barby (* 14. April 1636 in Rudolstadt; † 12. August 1677 in Berum) war als Frau des Grafen und späteren Fürsten Enno Ludwig zunächst Gräfin, dann Fürstin von Ostfriesland. Sophie war eine Tochter von Graf Albrecht Friedrich I. von Barby-Mühlingen und Sophie Ursula von Oldenburg-Delmenhorst.
Ihr späterer Mann war ursprünglich mit Henriette Katharina von Oranien verlobt, löste dieses Verlöbnis aber. Kurze Zeit später besuchte er den Hof des Grafen Anton Günther in Oldenburg und traf auf Sophie, die dort erzogen worden war. Schnell einigten sich alle auf eine Hochzeit. Aus dieser Ehe entstammen zwei Töchter, Juliane Louise und Sophie Wilhelmine.
Ihr Mann verstarb am 4. April 1660 an den Folgen eines Jagdunfalls. Da er nur Töchter hatte, folgte ihm sein Bruder Georg Christian zunächst als Graf und ab 1662 auch Fürst von Ostfriesland nach.
Sophie zog nach dem Tod ihres Mannes mit ihren Kindern auf die Burg in Berum. Dort prägten ständige Erbstreitigkeiten mit der Grafen- und Fürstenfamilie Cirksena ihr Leben. Ein Konflikt, den sie nicht lösen konnte. Als Justine Sophie von Barby 1677 verstarb, hinterließ sie zwei mittellose Töchter. Am 15. September 1677 wurde sie in Aurich beigesetzt.